# هیند ۱۸۹۷
سیارک ۱۸۹۷ (به انگلیسی: 1897 Hind، نامگذاری:1971UE1) هزار و هشتصد و نود و هفتمین سیارک کشف شده‌است که در ۲۶ اکتبر ۱۹۷۱ کشف شد.
قدر مطلق سیارک برابر ۱۳٫۴۰ است.